# دم‌ریشی خال‌دار
دم‌ریشی خال‌دار (نام علمی: Premnoplex brunnescens)، گونه‌ای از پرندگان از خانواده تنورمرغان (Furnariidae) است. زیستگاه طبیعی آن جنگل‌های کوهستانی نمناک نیمه‌گرمسیری یا گرمسیری است.